# Kavajë
Kavajë o Kavaja es un municipio y ciudad del oeste de Albania.
El municipio se formó en la reforma territorial de 2015 mediante la fusión de los antiguos municipios de Kavajë, Golem, Helmas, Luz i Vogël y Synej, que pasaron a ser unidades administrativas. El ayuntamiento tiene su sede en la ciudad de Kavajë. La población total es de 40 094 habitantes (censo de 2011), en un área total de 198.81 km², siendo la décima ciudad más poblada del país. La población en sus límites de 2011 (es decir, la población de la actual unidad de Kavajë) era de 20 192 habitantes. Kavajë fue antiguamente la capital del desaparecido distrito de Kavajë. 